# Erich Forstreiter
Erich Forstreiter (* 7. März 1897 in Wien; † 7. Februar 1963 ebenda) war ein österreichischer Historiker und Landesarchivar.

## Biographie

### Familie
Forstreiter entstammt einer ursprünglich im Fürsterzbistum Salzburg beheimateten Familie. Sein Vater, der spätere Wiener Oberbezirksarzt und Regierungsrat Emmerich Forstreiter, war ab 1904 als Bezirksarzt in Horn tätig, so dass Forstreiter seine Jugend dort verbrachte. Forstreiter heiratete am 28. Juni 1933 die Pädagogin Marianne Miklas, die älteste Tochter des österreichischen Bundespräsidenten Wilhelm Miklas.

### Studium
Nach der Matura am Gymnasium Horn nahm Forstreiter Im Jahr 1915 an der Universität Wien ein Studium der Geschichte und Geographie auf, das von 1916 bis 1918 vom Militärdienst unterbrochen wurde. Anschließend absolvierte er das der Universität angeschlossene Institut für Österreichische Geschichtsforschung in Wien, das er im Jahr 1922 mit Erfolg abschloss. Im Jahr 1925 wurde Forstreiter an der Universität Wien mit einer Arbeit über "Die deutsche Reichskanzlei und deren Nebenkanzleien unter Kaiser Sigmund von Luxemburg" zum Doktor der Philosophie promoviert.

### Berufstätigkeit
Theodor Mayer, der damalige Leiter des Archivs für Niederösterreich in Wien beschäftigte Forstreiter ab 1922 zunächst als Volontär. Mayers Nachfolger Josef Kraft übernahm Forstreiter im Jahr 1926 als festangestellten Staatsarchivar. In der Folgezeit wurde Forstreiter zu Krafts engstem Mitarbeiter. Da neben dem Archiv für Niederösterreich noch das Niederösterreichische Landesarchiv existierte, setzte sich Forstreiter für die Schaffung eines einheitlichen niederösterreichischen Archivs ein. Dennoch wurde die beiden Archive erst per 1. Juni 1940 zum Reichsgauarchiv Niederdonau vereinigt, aus dem das heutige Niederösterreichische Landesarchiv hervorgegangen ist. Forstreiter wurde zum Stellvertreter Karl Lechners, des neu berufenen Direktors des Reichsgauarchivs, ernannt und übernahm die Leitung der Abteilung „Staatliche Verwaltung“.
Bereits ab 1938 wirkte Forstreiter an der Verlagerung und Eingliederung von Archivalien in das Reichsgauarchiv mit, die auf arisierten oder als Feindvermögen klassifizierten Schlössern oder in enteigneten Klöstern vorgefunden worden waren.
Forstreiters politische Einstellung kann nicht eindeutig ausgemacht werden. Er pflegte Beziehungen zu deutschnationalen, aber auch zu katholischen Kreisen. Er war aber auch von 1929 bis 1934 Mitglied des Deutschen Klubs und gehörte lange dem Deutschen Schulverein Südmark an. Er war für die Katholische Aktion tätig und war Sprengelleiter der Vaterländischen Front. Im April 1938 bemühte er sich um die Aufnahme in die NSDAP, die ihm infolge seiner verwandtschaftlichen Beziehungen zu Bundespräsident Miklas und seiner Aktivitäten für die Vaterländische Front allerdings zunächst verweigert wurde. Er beantragte am 25. Juni 1940 erneut die Aufnahme und wurde zum 1. Juli desselben Jahres aufgenommen (Mitgliedsnummer 8.448.407). Er galt jedoch weiterhin als nicht sehr zuverlässig und verlor daher im April 1943 seine Funktion im Propagandaamt.
Obwohl sich Archivdirektor Karl Lechner für ihn einsetzte, wurde Forstreiter im Februar 1946 vom Dienst suspendiert und zwei Jahre darauf pensioniert.
In den folgenden Jahren betreute Forstreiter das Horner Stadtarchiv und machte sich um die Erforschung der Horner Stadtgeschichte verdient. Den Schwerpunkt seiner Veröffentlichungen bildeten Arbeiten über die Stadt Horn und das Waldviertel. Später übernahm er von Ferdinand Graf von Abensperg und Traun die Aufgabe, das Archiv seines Schlosses Maissau zu ordnen, verstarb aber vor Abschluss der Aufgabe.

## Veröffentlichungen
(Auswahl)
- Erich Forstreiter: Das Archiv des Kremser Kreisgerichtes im Archiv für Niederdonau. Verlag Kaltschmid, Wien [1940].
- Erich Forstreiter: Das Horner Bürgerspital, seine Stiftung und rechtsgeschichtliche Entwicklung und sein Archiv. In: Jahrbuch für Landeskunde von Niederösterreich. Neue Folge Band 31, 1953/1954. Eigenverlag des Vereins für Landeskunde von Niederösterreich, Wien 1954, S. 34 ff (zobodat.at [PDF]).
- Erich Forstreiter: Die Abteilung „Theater“ des Archivs für Niederösterreich. In: Das Bundesland Niederösterreich. Seine verfassungsrechtliche, wirtschaftliche, kulturelle und soziale Entwicklung im ersten Jahrzehnt des Bestandes. 1920–1930. Verlag des Amt der Niederösterreichischen Landesregierung, Wien 1930, S. 460 ff.
- Erich Forstreiter: Die Anfänge der humanistischen Schulbildung in Horn und die Vorläufer des Gymnasiums vor Errichtung des Piaristengymnasiums im Jahr 1657. Sonderdruck aus Schola Hornana. Festschrift zur Eröffnung des neuen Gebäudes der Horner Bundesmittelschulen, 18. Dezember 1961. Eigenverlag, Horn 1962.
- Erich Forstreiter: Die Bürgermeister der Stadt Horn in den letzten 400 Jahren. In: Horner Kalender 83 (1954), unpaginiert.
- Erich Forstreiter: Die deutsche Reichskanzlei und deren Nebenkanzleien unter Kaiser Sigmund von Luxemburg. Das Kanzleipersonal und dessen Organisation. Ein Beitrag zur Geschichte der deutschen Reichskanzlei im späteren Mittelalter. Diss. phil. Universität Wien. Maschinenschriftlich, Wien 1924.
- Erich Forstreiter: Die Inventarisierung staatlicher Archivbestände in Niederösterreich. Referat des Niederösterreichischen Landesarchivars i.R. Erich Forstreiter (Wien), gehalten auf dem ersten österreichischen Archivtag. In: Mitteilungen des Österreichischen Staatsarchivs. Bd. 2. Verlag der österreichischen Staatsdruckerei, Wien 1949, S. 94 ff.
- Erich Forstreiter: Simon Amman von Asparn. Ein Niederösterreicher als Notar in der deutschen Reichskanzlei Kaiser Sigmunds von Luxemburg. In: Jahrbuch für Landeskunde von Niederösterreich. Neue Folge Band 21, 1927/1928. Eigenverlag des Vereins für Landeskunde von Niederösterreich, Wien 1928, S. 112 ff (zobodat.at [PDF]).